# Lucas Henveaux
Lucas Pierre A Henveaux (Liegi, 25 settembre 2000) è un nuotatore belga, specializzato nello stile libero.

## Biografia
È figlio di André Henveaux e Els Gitsels. Il padre è allenatore di nuoto presso il Liège Natation, da lui fondato il 12 maggio 1987. Anche sua sorella minore Camille Henveaux è nuotatrice di caratura internazionale.
All'età 15 anni, nel 2015, ha deciso di abbandonare il nuoto perché non otteneva buoni risultati e non riusciva a immaginare un futuro nella disciplina. Si è quindi dedicato al golf e, nel 2018, dopo un anno trascorso in un'accademia di golf in Spagna, si è trasferito alla University of South Carolina Beaufort per competere nella National Association of Intercollegiate Athletics (NAIA). Tuttavia, un anno dopo è tornato in Belgio, insoddisfatto dei suoi progressi sui campi d'erba.
Dopo una pausa dagli sport agonistici, è tornato a competere nel nuoto durante la pandemia di COVID-19, dedicandosi a tempo pieno alla piscina a partire da gennaio 2021. Per l'anno accademico 2022-2023 è tornato negli Stati Uniti, entrando a far parte dell'Università della California a Berkeley. Qui ha contribuito alla vittoria del titolo a squadre NCAA 2023.
Ha esordito in una grande rassegna iridata agli europei di Roma 2022 classificandosi 15º nelle semifinali dei 200 m stile libero.
Agli europei in vasca corta di Otopeni 2023 ha vinto la sua prima medaglia internazionale, salendo sul terzo gradino del podio nei 400 m stile libero, dietro all'irlandese Daniel Wiffen e al lituano Danas Rapšys.
Ha debuttato ai mondiali a Doha 2024, raggiungendo il 5º posto in finale nei 400 m stile libero. Nei 200 m e negli 800 m ha raccolto l'11º e il 19º posto.
Ha rappresentato il Belgio ai Giochi olimpici estivi di Parigi 2024 dove si è piazzato 11º nei 200 m stile libero, 12º nei 400 m e 19º negli 800 m.
Ai mondiali in vasca corta di Budapest 2024 ha vinto il bronzo nei 200 m stile libero, dietro allo statunitense Luke Hobson e all'australiano Maximillian Giuliani. Nell'occasione ha realizzato il primato nazionale della disciplina, grazie al tempo di 1'41"13. Nei 400 m si è piazzato 4°, dietro all'australiano Elijah Winnington e agli statuinitensi Carson Foster e Kieran Smith.

## Record nazionali

### Vasca lunga
- 200 metri stile libero 1'46"04 ( Parigi, 28 luglio 2024)
- 400 metri stile libero 3'44"61 ( Doha, 11 febbraio 2024)
- 800 metri stile libero 7'51"51 ( Parigi, 15 agosto 2024)

### Vasca corta
- 200 metri stile libero 1'41"13 ( Budapest, 15 dicembre 2024)
- 400 metri stile libero 3'36"71 ( Budapest, 12 dicembre 2024)
- 800 metri stile libero 7'37"01 ( Derby, 23 ottobre 2023)
- 1500 metri stile libero 14'43"07 ( Crisnée, 23 novembre 2024)

## Palmarès

### Competizioni internazionali
| Anno | Manifestazione          | Sede     | Evento             | Risultato         | Prestazione | Note |
| ---- | ----------------------- | -------- | ------------------ | ----------------- | ----------- | ---- |
| 2022 | Europei                 | Roma     | 200m sl            | 15º in semifinale | 1'48"96     |      |
| 2023 | Mondiali                | Fukuoka  | 200m sl            | 15º in semifinale | 1'46"77     |      |
| 2023 | Mondiali                | Fukuoka  | 400m sl            | 13º in batteria   | 3'47"88     |      |
| 2023 | Mondiali                | Fukuoka  | 4x100m misti mista | 20º in batteria   | 3'54"06     |      |
| 2023 | Europei in vasca corta  | Otopeni  | 400m sl            | Bronzo            | 3'37"91     |      |
| 2023 | Europei in vasca corta  | Otopeni  | 800m sl            | 11º               | 7'40"73     |      |
| 2024 | Mondiali                | Doha     | 200m sl            | 11º in semifinale | 3'44"61     |      |
| 2024 | Mondiali                | Doha     | 400m sl            | 5º                | 1'46"75     |      |
| 2024 | Mondiali                | Doha     | 800m sl            | 19º in batteria   | 7'52"10     |      |
| 2024 | Giochi olimpici         | Parigi   | 200m sl            | 11º in semifinale | 1'46"20     |      |
| 2024 | Giochi olimpici         | Parigi   | 400m sl            | 12º in batteria   | 3'46"76     |      |
| 2024 | Giochi olimpici         | Parigi   | 800m sl            | 19º in batteria   | 7'51"51     |      |
| 2024 | Mondiali in vasca corta | Budapest | 200m sl            | Bronzo            | 1'41"13     |      |
| 2024 | Mondiali in vasca corta | Budapest | 400m sl            | 4º                | 3'36"71     |      |

## Riconoscimenti
- Cittadinanza onoraria di Liegi (13 agosto 2024)[3]